# Велч (Західна Вірджинія)
Велч (англ. Welch) — місто (англ. city) в США, в окрузі Мак-Дауелл штату Західна Вірджинія. Населення — 3590 осіб (2020).

## Географія
Велч розташований за координатами 37°25′41″ пн. ш. 81°35′29″ зх. д. / 37.42806° пн. ш. 81.59139° зх. д. (37.428054, -81.591427).  За даними Бюро перепису населення США в 2010 році місто мало площу 15,64 км², з яких 15,56 км² — суходіл та 0,08 км² — водойми.

## Демографія
Згідно з переписом 2010 року, у місті мешкало 2406 осіб у 984 домогосподарствах у складі 554 родин. Густота населення становила 154 особи/км².  Було 1265 помешкань (81/км²).
Расовий склад населення:
| - 84,5 % — білих - 13,3 % — чорних або афроамериканців - 0,1 % — корінних американців - 0,1 % — азіатів |

До двох чи більше рас належало 2,0 %. Частка іспаномовних становила 0,7 % від усіх жителів.
За віковим діапазоном населення розподілялося таким чином: 15,5 % — особи молодші 18 років, 66,7 % — особи у віці 18—64 років, 17,8 % — особи у віці 65 років та старші. Медіана віку мешканця становила 44,0 року. На 100 осіб жіночої статі у місті припадало 114,4 чоловіків;  на 100 жінок у віці від 18 років та старших — 119,8 чоловіків також старших 18 років.
Середній дохід на одне домашнє господарство  становив 40 462 долари США (медіана — 28 112), а середній дохід на одну сім'ю — 53 164 долари (медіана — 44 327). Медіана доходів становила 33 750 доларів для чоловіків та 38 250 доларів для жінок. За межею бідності перебувало 28,1 % осіб, у тому числі 55,0 % дітей у віці до 18 років та 14,4 % осіб у віці 65 років та старших.
Цивільне працевлаштоване населення становило 622 особи. Основні галузі зайнятості: освіта, охорона здоров'я та соціальна допомога — 25,1 %, публічна адміністрація — 18,3 %, роздрібна торгівля — 16,9 %.